# 飯沼長資
飯沼 長資（いいぬま ながすけ、天正8年（1580年） - 慶長5年7月14日（1600年8月22日））は、安土桃山時代の武将。織田氏の家臣。勘平。通称、小勘平。

## 概要
飯沼長実の子として誕生。飯沼氏は美濃池尻城三千貫の豪族だが、祖父・飯沼長継は天正11年（1583年）に織田信孝に内通したとして豊臣秀吉に処刑され、父・長実は前田利家に仕えたが、金沢で殺人を犯したため前田家から出奔する等波乱に満ちた一族である。
長資は武勇に優れ「岐阜四天王」の一人に称されている。小勘平とは飯沼氏の当主が代々勘平と称したことで、父・長実からみた場合「小」がつくので称がこうなる。

## 略歴
天正8年（1580年）飯沼長実の子として誕生。母は竹中伊豆守の娘。
父・長実は金沢で人を殺めて致仕し、京都で秀吉に拝謁、後に織田秀信に仕え、騎馬隊長・大番頭として9千石を給した。朝鮮出兵では渡海して3年在陣し、多くの武功を挙げた。
長資は8百石を給した。

### 関ヶ原の戦い
慶長5年（1600年）8月21日、池田輝政、浅野幸長ら東軍1万8千人が羽栗郡河田島村に進軍し、木曽川を渡り岐阜城攻略を目指す。
主君・秀信は西軍についており、長実・長資もこれに従う。秀信は米野村で百々綱家、長資ら9千人を配置し、応戦した。
河田木曽川渡河の戦いののち、8月22日米野村で激突（米野の戦い）。
長資は緋威しの鎧に赤母衣を背負い、白葦毛の馬に乗っていた。そして一柳直盛の家老・大塚権太夫と一騎討ちを挑んだ。
権太夫は米野堤下で武市善兵衛と戦い、そこへ善兵衛の弟忠左衛門が駆けつけて兄を助けようとするのを、権太夫が兄弟共々首を取り、その首を引っ提げて堤上がろうとしたとき、長資と衝突、武市兄弟の戦いで疲弊したところを長資の槍に刺されて討ち取られたのである。
長資は従者の坪井七兵衛にこの首を渡し、秀信のもとへ届けさせた。
長資は再び馬に乗ろうとしたところ、池田輝政の弟・長吉と遭遇する。
一騎討ちの呼びかけを聞いた長吉の従士・伊藤与兵衛はこれを遮り、自ら長資に立ち向かおうとしたが、長吉は叱りつけて自ら名乗りを上げて長資の挑戦を受けた。
長資も一騎討ちに疲弊していたため長吉に突き伏せられ、討ち取られた。享年21。一騎討ちには異説があり、長資を討ち取ったのは長吉の家臣・森寺長勝とするものもある。
米野の戦いは秀信が兵力を分散させたため敗北した。
父・長実も翌日の岐阜城の戦いで戦死した。長資の弟・長重は後に福島正則に仕え、さらに徳川義直に3千石の旗本として仕えた。

長資の墓は岐阜県岐南町平島にある。法名は「隆宗院殿浄誉清頓居士」

## 参考資料
- 『戦国人名事典』 阿部猛、 西村圭子、 新人物往来社、1990年
- 『戦国人名辞典』高柳光寿、 松平年一 、 吉川弘文館、1981年